# Morte de Gabriela Yukari Nichimura
No dia 24 de fevereiro de 2012, a adolescente Gabriela Yukari Nichimura, de 14 anos, morreu ao cair de um dos assentos do brinquedo La Tour Eiffel, do Hopi Hari, pois sua trava se abriu a cerca de vinte metros de altura. O erro estava na cadeira de Gabriela, há dez anos, devido à localização do assento, onde uma pessoa poderia esbarrar na estrutura metálica do brinquedo, além da inexistência do cinto de segurança.

## La Tour Eiffel

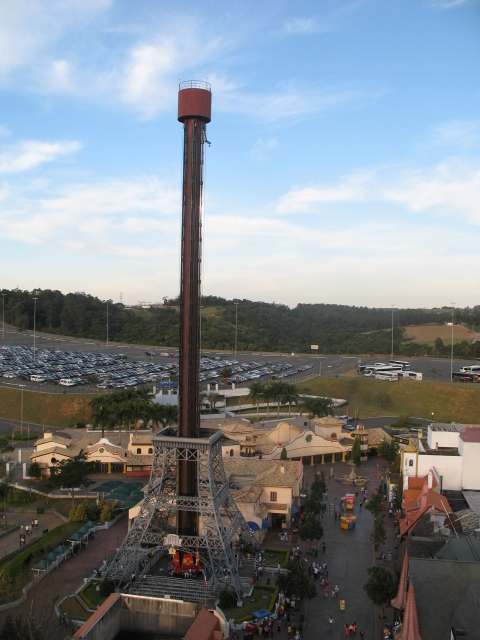
La Tour Eiffel

La Tour Eiffel é uma atração turística do parque de diversões Hopi Hari, com estrutura física similar à Torre Eiffel. Foi inaugurada junto com o parque, no dia 30 de novembro de 1999. O brinquedo faz os participantes caírem em queda livre em uma altura de 69,5 metros (o equivalente a um prédio de 23 andares), numa velocidade de aproximadamente 94 km/h.

## Investigação e processo
O parque fechou horas depois do acidente. Foi realizada uma perícia completa, em todos os brinquedos, que começou no dia 2 de março do mesmo ano. Após a conclusão da perícia e assinatura de um Termo de Ajustamento de Conduta (TAC), o parque foi reaberto no dia 25 de março de 2012, mas o brinquedo continuou interditado.
Na época, houve planos de parte da família de processarem o parque por dano moral material. A família de Gabriela chegou a pedir 4 milhões de reais de compensação do Hopi Hari e 1 milhão de reais da Prefeitura de Vinhedo. O Ministério Público chegou a denunciar no dia 9 de maio de 2012 doze pessoas pelo acidente, entre elas o então presidente do parque, Armando Pereira Filho. O parque chegou a tentar um acordo com a família.
Em 2017, três funcionários foram condenados a dois anos e oito meses de prisão por homicídio culposo, mas a pena foi revertida em prestação de serviço à comunidade e pagamento de um salário mínimo para uma entidade social. Outros cinco funcionários foram absolvidos. Na esfera civil, a família e o parque chegaram num acordo de valor não revelado. No dia 18 de maio de 2017, o Supremo Tribunal Federal arquivou a ação contra o ex-presidente Armando Pereira Filho. A família faz tratamento psicológico por conta do ocorrido.